# Кумельськ (Вармінсько-Мазурське воєводство)
Кумельськ (пол. Kumielsk, нім. Kumilsko, 1938-45: Morgen) — село в Польщі, у гміні Біла Піська Піського повіту Вармінсько-Мазурського воєводства.
Населення — 309 осіб (2011).

## Демографія
Демографічна структура станом на 31 березня 2011 року:
|          | Загалом | Допрацездатний вік | Працездатний вік | Постпрацездатний вік |
| -------- | ------- | ------------------ | ---------------- | -------------------- |
| Чоловіки | 154     | 43                 | 99               | 12                   |
| Жінки    | 155     | 45                 | 87               | 23                   |
| Разом    | 309     | 88                 | 186              | 35                   |